# 十八年後的終極告白2.0
《十八年後的終極告白2.0》（英語：Brutally Young 2.0），是香港電視廣播有限公司拍攝製作的時裝倫理、懸疑、悲劇、暗黑電視劇，為《十八年後的終極告白》的續集，但兩者之故事無關聯，由譚俊彥及龔嘉欣領銜主演，並由陳山聰、趙希洛、譚凱琪、曹永廉、李國麟、鄧卓殷、何启南、阮儿及邵展鹏聯合演出。編審黎家明，監製王偉仁。
此劇是TVB攜手創無限節目博覽2022的十四部劇集之一。2022年5月30日起每週一至週五於翡翠台、Astro AOD播出，台灣則由LiTV 線上影視、MyVideo、KKTV於2022年5月31日起跟播。此劇由「MORAZ 天然草本皮膚靈」冠名贊助。

## 播出時間
| 香港 無綫電視翡翠台／ 澳門 TVB Anywhere翡翠台 星期一至五 21:30－22:30 | 香港 無綫電視翡翠台／ 澳門 TVB Anywhere翡翠台 星期一至五 21:30－22:30 | 香港 無綫電視翡翠台／ 澳門 TVB Anywhere翡翠台 星期一至五 21:30－22:30 |
| --------------------------------------------------------------------- | --------------------------------------------------------------------- | --------------------------------------------------------------------- |
|                                                                       | 十八年後的終極告白2.0 （2022年5月30日－2022年6月24日）                |                                                                       |
| 雙生陌生人 （2022年5月2日－2022年5月28日）                            | 童時愛上你 （2022年6月27日－2022年7月22日）                           |                                                                       |

| 马来西亚 Astro AOD 星期一至五 21:30－22:30 | 马来西亚 Astro AOD 星期一至五 21:30－22:30             | 马来西亚 Astro AOD 星期一至五 21:30－22:30 |
| ------------------------------------------ | ------------------------------------------------------ | ------------------------------------------ |
|                                            | 十八年後的終極告白2.0 （2022年5月30日－2022年6月24日） |                                            |
| 雙生陌生人 （2022年5月2日－2022年5月27日） | 童時愛上你 （2022年6月27日－2022年7月22日）            |                                            |

| 马来西亚、 新加坡 翡翠台 星期一至五 21:30－22:30 | 马来西亚、 新加坡 翡翠台 星期一至五 21:30－22:30       | 马来西亚、 新加坡 翡翠台 星期一至五 21:30－22:30 |
| ------------------------------------------------ | ------------------------------------------------------ | ------------------------------------------------ |
|                                                  | 十八年後的終極告白2.0 （2022年5月30日－2022年6月24日） |                                                  |
| 雙生陌生人 （2022年5月2日－2022年5月27日）       | 童時愛上你 （2022年6月27日－2022年7月22日）            |                                                  |

| 翡翠台香港時區 星期一至五 21:30－22:30     | 翡翠台香港時區 星期一至五 21:30－22:30                 | 翡翠台香港時區 星期一至五 21:30－22:30 |
| ------------------------------------------ | ------------------------------------------------------ | -------------------------------------- |
|                                            | 十八年後的終極告白2.0 （2022年5月30日－2022年6月24日） |                                        |
| 雙生陌生人 （2022年5月2日－2022年5月27日） | 童時愛上你 （2022年6月27日－2022年7月22日）            |                                        |

| 美国 TVB1 星期一至五 劇場 東岸時間 21:00－22:00      | 美国 TVB1 星期一至五 劇場 東岸時間 21:00－22:00        | 美国 TVB1 星期一至五 劇場 東岸時間 21:00－22:00 |
| ---------------------------------------------------- | ------------------------------------------------------ | ----------------------------------------------- |
|                                                      | 十八年後的終極告白2.0 （2022年5月30日－2022年6月24日） |                                                 |
| 雙生陌生人 （2022年5月2日－2022年5月29日）           | 童時愛上你 （2022年6月27日－2022年7月22日）            |                                                 |
| 美国 TVBSF 星期一至五 黃金劇場 西岸時間 22:00－23:00 |                                                        |                                                 |
| 雙生陌生人 （2022年5月2日－2022年5月29日）           | 十八年後的終極告白2.0 （2022年5月30日－2022年6月24日） | 童時愛上你 （2022年6月27日－2022年7月22日）     |

| 加拿大 新時代電視2高清台 西岸時間／溫哥華 星期一至五 17:30－18:30 | 加拿大 新時代電視2高清台 西岸時間／溫哥華 星期一至五 17:30－18:30 | 加拿大 新時代電視2高清台 西岸時間／溫哥華 星期一至五 17:30－18:30 |
| ----------------------------------------------------------------- | ----------------------------------------------------------------- | ----------------------------------------------------------------- |
|                                                                   | 十八年後的終極告白2.0 （2022年5月30日－2022年6月24日）            |                                                                   |
| 雙生陌生人 （2022年5月2日－2022年5月27日）                        | 童時愛上你 （2022年6月27日－2022年7月22日）                       |                                                                   |
| 東岸時間／多倫多 星期一至五 20:30－21:30                          |                                                                   |                                                                   |
| 雙生陌生人 （2022年5月2日－2022年5月27日）                        | 十八年後的終極告白2.0 （2022年5月30日－2022年6月24日）            | 童時愛上你 （2022年6月27日－2022年7月22日）                       |

| 翡翠台 星期二至六 21:30－22:30             | 翡翠台 星期二至六 21:30－22:30                         | 翡翠台 星期二至六 21:30－22:30 |
| ------------------------------------------ | ------------------------------------------------------ | ------------------------------ |
|                                            | 十八年後的終極告白2.0 （2022年5月31日－2022年6月25日） |                                |
| 雙生陌生人 （2022年5月3日－2022年5月28日） | 童時愛上你 （2022年6月28日－2022年7月23日）            |                                |

## 演員表

### 姚家
| 演員   | 角色   | 簡要介紹 |
| 譚俊彥 | 姚尚謙 | Angus、姓姚嗰個（姓姚那個）（吳天藍專稱） 畫家／畫室老闆兼導師，出道十數載依然寂寂無名； 十八年前沈越之導師，並與她有感情線，十八年後重遇沈越，利用她替自己代筆畫畫以延續「偷來」的知名度； 莊銳婷之夫，懷疑妻子出軌，後反目，對其見死不救； 沈曉彤之父，間接害死她； 方志浩之好友，後反目並互相猜疑，最後成为天敵； 宋慧琪之好友，後被她刻意接近； 吳天藍之情敵，欲不理會他，最後因為經常被其針對而開始報復吳天藍； 葉凌風之老闆，並被其痛恨，後被她多次報復； Bobo之主人； 被人羞罵是廢物就會失去理智，因此意圖捏死莊銳婷，因此意圖捏死吳天藍並推他下山坡致死 登場，並重遇沈越，後收到葉凌風寄來莊銳婷在酒店疑似偷情的照片 畫室準備開張期間被方志浩、宋慧琪發現自己的「男孩的救贖」並認為畫作大有可為，卻高興不起來 與沈越達成協議，同集與莊銳婷揭穿葉凌風 為幫莊銳婷擋刀而被葉凌風用刀刺傷 被何大勇告知方志浩與莊銳婷有婚外情 在莊銳婷的靈堂上與方志浩單挑 被葉凌風跟蹤並報復，後被她用刀刺傷 被方志浩派數名手下挾持，後被葉凌風再次刺殺不遂但受重傷，在手術後康復 被葉凌風綁架並以圖將他燒死，被救出後遭警方懷疑為殺害莊銳婷的兇手 關了沈越的電話導致她不能見外公最後一面 開始為名利而嚴肅陰沈，利用沈越年少時的悲慘往事為畫展宣傳，同集為令沈越繼續替自己畫畫而向她表白，並在吳天藍看到時故意親吻沈越 得知吳天藍暗戀沈越，及沈曉彤在莊鋭婷遇害當晚在兇案大廈被莊銳婷羞辱而用破爛的玻璃瓶刺傷莊鋭婷 以沈越的電話引吳天藍上山拜祭其外公，後被吳天藍辱罵而將他推下山坡殺害，卻被方志浩錄下 收到宋慧琪生前錄音而跟蹤裝成偽娘的方志浩並要脅公開其以偽娘裝扮殺人，卻被他以吳天藍的死要脅，後被方志浩迷暈及帶到山上活埋和淋活蟲，後因有宋慧琪死前錄音證明方志浩殺人並有備份而被他放過 拒绝给方志浩筹钱，并為迫沈越繼續為自己代筆而禁錮沈曉彤，後從沈越口中得知沈曉彤是自己的親女，最終因為殺害吳天藍和禁錮沈曉彤，被判終身監禁，并被囚犯打伤右手，多年後因表现良好而被释放，於老年时與沈越重逢，并被她原谅. |
| 譚凱琪 | 莊銳婷 | Queenie 畫室老闆娘 姚尚謙之妻，懷疑丈夫出軌 宋慧琪之好友，後反目 方志浩之情婦，後反目 葉凌風之老闆兼暗戀對象，後反目 沈越之情敵兼死敵 沈曉彤之繼母兼死敵 Bobo之主人 從葉凌風口中得知以前為人友善，在與姚尚謙交往變得愛計較面子名利、兇惡霸道、愛羞辱人示強、又沒有安全感 登場，在車上做惡夢夢到自己被人推下樓並在酒店被沈越與葉凌風偷拍，後險被許志祥用高樓墮物砸中 在駕車期間與方志浩發生激烈爭執，後意外撞斃李秋霞 與姚尚謙揭穿葉凌風，並與其反目 險被葉凌風殺害，後於同集被宋慧琪得知自己與方志浩的婚外情，後與其反目 被宋慧琪冤枉將其推下樓梯並在醫院意圖刺殺其但被方志浩發現而不成功，於同集到沈越的糖水店與她爭執，並打傷沈曉彤，後發現姚尚謙找沈越替他畫畫，與姚尚謙互相指責，結果被她責罵是廢物的姚尚謙意圖捏死 離家出走，並勒索方志浩3000萬未遂；遭其誘騙在雲風工業大廈见面，後因污辱沈曉彤而被其用破爛的玻璃瓶刺傷，之後走上天台後被方志浩推下樓重傷，最後因姚尚謙不肯拯救其而身亡 出殯 |

### 沈家
- 于灭门 （沈越除外）

| 演員           | 角色   | 簡要介紹 |
| 陳狄克         | 楊展   | 沈越，沈曉彤之外公，實為沈曉彤之太公 吳天藍之繼外公 在沈越誕下沈曉彤後協助撫養沈曉彤 登場 中風入院 被提及因病情惡化而入住養老院 因在養老院吃东西噎着而入院，後因心臟病發作而引致併發症，最後病重去世 |
| 黃煒溏         |        | 沈越之繼父 吳天藍之生父，有家暴傾向 在沈越年少時曾偷窺她洗澡，後被吳天藍揭穿而襲擊他，並打斷他一條腿 多年前對沈越及吳天藍施暴時碰跌火鍋引起火災時因未能逃生而跳樓身亡 |
| 倪嘉雯（少年） | 沈越   | Moon、阿越 地產經紀／糖水舖老闆娘 吳天藍之繼姊兼暗戀對象 沈曉彤之姐，實為其母，多年前發現懷有沈曉彤，外公楊展因不想影響沈越以後婚嫁，因此在沈越誕下沈曉彤後要求沈越與沈曉彤以姊妹相稱 楊展之外孫女 十八年前姚尚謙之學生，後與他有感情線，並發生性關係而懷有沈曉彤 莊銳婷之情敵兼死敵 代七婆向許志祥追債，但反被七婆追債 登場，並重遇姚尚謙，後在酒店偷拍莊銳婷的疑似偷情照片，但沒有寄給姚尚謙 被許志祥意圖溺斃未遂 被人追債 要脅公開姚尚謙以她當年畫作充當自己作品的秘密以勒索其金錢，後來與姚尚謙達成協議，替他代筆畫畫 被莊銳婷誤以為她與姚尚謙有婚外情而在糖水店與她爭執 被人在糖水鋪追債 被警方懷疑為殺害莊銳婷的兇手 因為姚尚謙關了她的手機而錯過了見外公的最後一面，而被吳天藍、沈曉彤怪責 錯過了見外公的最後一面而不想替姚尚謙繪畫，反被姚尚謙利用自己年少時的悲慘往事為畫展宣傳 被宋慧琪提醒吳天藍來過畫廊，及方志浩、姚尚謙可能對吳天藍不利，後被枝提醒兩天前吳天藍在糖水鋪收到她的信息 驚覺自己只是被姚尚謙再次利用 发现姚尚謙禁錮沈曉彤，从方志浩寄过来的片段发现果然是姚尚謙杀害吴天蓝，后告訴姚尚謙沈曉彤實為他與自己的女兒，和他与监狱会面时表明因為害死沈曉彤而不再原諒姚尚謙，最后於老年时释怀，约姚尚謙重逢并原谅他 |
| 龔嘉欣         | 沈越   | Moon、阿越 地產經紀／糖水舖老闆娘 吳天藍之繼姊兼暗戀對象 沈曉彤之姐，實為其母，多年前發現懷有沈曉彤，外公楊展因不想影響沈越以後婚嫁，因此在沈越誕下沈曉彤後要求沈越與沈曉彤以姊妹相稱 楊展之外孫女 十八年前姚尚謙之學生，後與他有感情線，並發生性關係而懷有沈曉彤 莊銳婷之情敵兼死敵 代七婆向許志祥追債，但反被七婆追債 登場，並重遇姚尚謙，後在酒店偷拍莊銳婷的疑似偷情照片，但沒有寄給姚尚謙 被許志祥意圖溺斃未遂 被人追債 要脅公開姚尚謙以她當年畫作充當自己作品的秘密以勒索其金錢，後來與姚尚謙達成協議，替他代筆畫畫 被莊銳婷誤以為她與姚尚謙有婚外情而在糖水店與她爭執 被人在糖水鋪追債 被警方懷疑為殺害莊銳婷的兇手 因為姚尚謙關了她的手機而錯過了見外公的最後一面，而被吳天藍、沈曉彤怪責 錯過了見外公的最後一面而不想替姚尚謙繪畫，反被姚尚謙利用自己年少時的悲慘往事為畫展宣傳 被宋慧琪提醒吳天藍來過畫廊，及方志浩、姚尚謙可能對吳天藍不利，後被枝提醒兩天前吳天藍在糖水鋪收到她的信息 驚覺自己只是被姚尚謙再次利用 发现姚尚謙禁錮沈曉彤，从方志浩寄过来的片段发现果然是姚尚謙杀害吴天蓝，后告訴姚尚謙沈曉彤實為他與自己的女兒，和他与监狱会面时表明因為害死沈曉彤而不再原諒姚尚謙，最后於老年时释怀，约姚尚謙重逢并原谅他 |
| 方哲翷（童年） | 吳天藍 | 阿藍 糖水舖外賣員／糖水舖老闆 沈越之繼弟，欲保護她並不自覺地暗戀她 沈曉彤之繼兄，實為其繼舅父 楊展之繼外孫 姚尚謙之情敵，因經常針對他而被他報復 童年時被父親打跛一條腿 於 向姚尚謙表達不滿 前往醫院見外公的最後一面，後因沈越未曾前去而怪責她，但不知姚尚謙關了她的手機 介意沈越告訴姚尚謙關於他兒時經歷，因為姚尚謙利用此事來賺取知名度 意外發現「男孩的救贖」是沈越代筆之秘密，找姚尚謙對質，威嚇他與沈越分手，結果反被姚尚謙得悉他暗戀沈越而奚落他 被沈越與沈曉彤發現自己暗戀沈越及偷拍沈越更衣的秘密，頓時無地自容並前來方志浩的畫廊，告訴方志浩「男孩的救贖」是沈越代筆，同集因辱罵姚尚謙而被其推下山坡而死 |
| 邵展鵬         | 吳天藍 | 阿藍 糖水舖外賣員／糖水舖老闆 沈越之繼弟，欲保護她並不自覺地暗戀她 沈曉彤之繼兄，實為其繼舅父 楊展之繼外孫 姚尚謙之情敵，因經常針對他而被他報復 童年時被父親打跛一條腿 於 向姚尚謙表達不滿 前往醫院見外公的最後一面，後因沈越未曾前去而怪責她，但不知姚尚謙關了她的手機 介意沈越告訴姚尚謙關於他兒時經歷，因為姚尚謙利用此事來賺取知名度 意外發現「男孩的救贖」是沈越代筆之秘密，找姚尚謙對質，威嚇他與沈越分手，結果反被姚尚謙得悉他暗戀沈越而奚落他 被沈越與沈曉彤發現自己暗戀沈越及偷拍沈越更衣的秘密，頓時無地自容並前來方志浩的畫廊，告訴方志浩「男孩的救贖」是沈越代筆，同集因辱罵姚尚謙而被其推下山坡而死 |
| 鄧卓殷         | 沈曉彤 | 𡃁妹 原名姚曉彤 反叛中學生 莊銳婷被殺案的兇手之一 沈越之妹，實為其女，與她不和，最後和好 姚尚謙之女 莊銳婷之繼女兼死敵 吳天藍之繼妹，實為其繼外甥女 楊展之外孫女，實為其外曾孫女 登場 被莊銳婷打傷 跟蹤莊銳婷到雲風工業大廈後用玻璃瓶刺傷她 前往醫院見外公的最後一面，後因沈越未曾前去而怪責她，但不知姚尚謙關了沈越的手機 因血糖過低而暈倒，後無大礙 終於向姚尚謙承認自己是刺傷莊銳婷的兇手，並因失眠而購買安眠藥 被姚尚謙禁錮，在逃走時墮樓身亡 |

### 方家／宋家
| 演員           | 角色   | 簡要介紹 |
| 李國麟         | 宋定彪 | 彪叔、彪哥 黑幫老大 宋慧琪之父，與其關係疏離，最後和好 方志浩之岳父，與其關係較良好，在得知方志浩背叛宋慧琪後和女兒陷害其，因得知其殺害宋慧琪而反目 與徐友齊勾結 登場 告知方志浩其實宋慧琪並沒有前往四川 假意讓方志浩替自己運送巨額黑錢，後讓手下劫回黑錢，以陷害方志浩 交代已下追杀令追杀方志浩 |
| 馬俊傑（少年） | 方志浩 | Jason 畫廊老闆，表面上待人熱誠、圓滑世故，其實處事心狠手辣 有裝成偽娘「Sophia」的另一面去夜場減壓並喜愛她的美態，用此裝扮在夜場減壓时被莊銳婷以电话勒索过数三千万分手费，引莊銳婷到風雲工業大廈后迷暈保安，待沈晓彤离去时出现並將她從天台推下樓；后用此裝扮跟蹤何大勇來到葉凌風被窩藏的廢棄屋，先將葉凌風勒死復淋潑腐蝕液體務求毀屍滅跡，打昏何大勇並推下海淹死他；后用此裝扮追殺宋慧琪及徐友齊，後在酒吧外與姚尚謙發生爭執，將其活埋，後因姚尚謙有宋慧琪生前錄音而放過他。后用此裝扮割脈自殺身亡 偽娘連環殺手，殺害宋慧琪、何大勇、葉凌風、徐友齊、張建聰、莊銳婷 莊銳婷被殺案的主兇 宋慧琪之夫，被她發現有婚外情後與她互相猜疑，最後關係破裂並將她殺害 宋定彪之女婿，關係較良好，於無意中發現他與宋慧琪及徐友齊勾結陷害自己，後反目 姚尚謙之好友，後反目並互相猜疑，最後成为天敵 莊銳婷之情夫，後反目 徐友齊之合作夥伴，與其亦敵亦友，後將他殺害 登場 與莊銳婷在駕車期間發生爭執，並在其誤殺李秋霞後派人銷毀涉事車輛 畫室準備開張期間發現「男孩的救贖」並認為畫作大有可為 被宋慧琪得知自己與莊銳婷的婚外情 被姚尚謙得知自己與莊銳婷的婚外情 在莊銳婷的靈堂上與姚尚謙單挑 被警方懷疑為殺害莊銳婷的兇手，於同集利用莊銳婷之死為姚尚謙的畫展宣傳 收買艇家大釘 收買酒吧老闆，以偽造李秋霞車禍案件的不在場證據 集因懷疑宋慧琪與姚尚謙出軌而在姚尚謙的畫室偷裝攝像鏡頭，並意外發現沈越替姚尚謙畫畫的真相，後威脅姚尚謙與其合作 主動請纓幫宋定彪運送巨額黑錢，卻於途中被劫，卻不知原來是宋慧琪與宋定彪聯手陷害 後遭到不知情的添派仇家追殺 發現徐友齊賣假畫，並要脅他與自己合作，以籌錢還給宋定彪，同集無意中發現宋慧琪與宋定彪和好，後發現他們與徐友齊串通擺自己一道 因殺害莊銳婷及宋慧琪之事敗露而被警方拘捕，在警署厕所內用马桶盖打晕陳思榮後逃跑，因需籌錢潛逃而要脅姚尚謙，但不果 |
| 陳山聰         | 方志浩 | Jason 畫廊老闆，表面上待人熱誠、圓滑世故，其實處事心狠手辣 有裝成偽娘「Sophia」的另一面去夜場減壓並喜愛她的美態，用此裝扮在夜場減壓时被莊銳婷以电话勒索过数三千万分手费，引莊銳婷到風雲工業大廈后迷暈保安，待沈晓彤离去时出现並將她從天台推下樓；后用此裝扮跟蹤何大勇來到葉凌風被窩藏的廢棄屋，先將葉凌風勒死復淋潑腐蝕液體務求毀屍滅跡，打昏何大勇並推下海淹死他；后用此裝扮追殺宋慧琪及徐友齊，後在酒吧外與姚尚謙發生爭執，將其活埋，後因姚尚謙有宋慧琪生前錄音而放過他。后用此裝扮割脈自殺身亡 偽娘連環殺手，殺害宋慧琪、何大勇、葉凌風、徐友齊、張建聰、莊銳婷 莊銳婷被殺案的主兇 宋慧琪之夫，被她發現有婚外情後與她互相猜疑，最後關係破裂並將她殺害 宋定彪之女婿，關係較良好，於無意中發現他與宋慧琪及徐友齊勾結陷害自己，後反目 姚尚謙之好友，後反目並互相猜疑，最後成为天敵 莊銳婷之情夫，後反目 徐友齊之合作夥伴，與其亦敵亦友，後將他殺害 登場 與莊銳婷在駕車期間發生爭執，並在其誤殺李秋霞後派人銷毀涉事車輛 畫室準備開張期間發現「男孩的救贖」並認為畫作大有可為 被宋慧琪得知自己與莊銳婷的婚外情 被姚尚謙得知自己與莊銳婷的婚外情 在莊銳婷的靈堂上與姚尚謙單挑 被警方懷疑為殺害莊銳婷的兇手，於同集利用莊銳婷之死為姚尚謙的畫展宣傳 收買艇家大釘 收買酒吧老闆，以偽造李秋霞車禍案件的不在場證據 集因懷疑宋慧琪與姚尚謙出軌而在姚尚謙的畫室偷裝攝像鏡頭，並意外發現沈越替姚尚謙畫畫的真相，後威脅姚尚謙與其合作 主動請纓幫宋定彪運送巨額黑錢，卻於途中被劫，卻不知原來是宋慧琪與宋定彪聯手陷害 後遭到不知情的添派仇家追殺 發現徐友齊賣假畫，並要脅他與自己合作，以籌錢還給宋定彪，同集無意中發現宋慧琪與宋定彪和好，後發現他們與徐友齊串通擺自己一道 因殺害莊銳婷及宋慧琪之事敗露而被警方拘捕，在警署厕所內用马桶盖打晕陳思榮後逃跑，因需籌錢潛逃而要脅姚尚謙，但不果 |
| 趙希洛         | 宋慧琪 | Joyce 畫廊老闆娘 宋定彪之女，與其關係疏離，後和好 方志浩之妻，後發現其有婚外情，並互相猜疑，最後關係破裂並被方志浩殺害 莊銳婷之好友，後發現其與方志浩有婚外情而反目 徐友齊之情婦，與他勾結 姚尚謙之好友，為報復方志浩而刻意接近其 登場及懷孕 因在浴室滑倒而意外流產，後性格大變 畫室準備開張期間發現「男孩的救贖」並認為畫作大有可為 因方志浩在自己小產當晚與莊銳婷一起後決定報復二人 得悉自己患有子宮肌瘤，後交代其已到醫院接受子宮切除手術 謊稱被莊銳婷推下樓梯 被警方懷疑為殺害莊銳婷的兇手 向方志浩承認沒有去四川購買咖啡豆，唯並沒有向他交代當時行縱 刻意接近姚尚謙，以刺激方志浩 為報復方志浩而與徐友齊發生關係，與徐友齊勾結並擺方志浩一道 與方志浩發生爭執，並告知他切除子宮一事，在爭執後表面上原諒方志浩，但實際上仍十分痛恨他，後於同集為報復而與宋定彪和好，並與父親聯手陷害方志浩 發現「男孩的救贖」為沈越所畫，後告訴沈越吳天藍來過畫廊，並提醒對方姚尚謙和方志浩可能對吳天藍不利；於同集與徐友齊乘車前往山上幽會時被方志浩追殺，最後被他刺死，并在临死前向姚尚謙打电话求救 |

### 重案組
| 演員   | 角色   | 簡要介紹 |
| 梁皓楷 | 江振興 | 江Sir 督察 何柏年、李明欣、梁家樂、陳思榮之上司                                                                                        |
| 蔡國威 | 何柏年 | 何Sir、阿年 警長 江振興之下屬 李明欣、梁家樂、陳思榮之上司 何大勇之前同事 整理何大勇的遺物無意中發現其跟蹤姚尚謙、方志浩及莊銳婷的證據 |
| 鄧伊婷 | 李明欣 | 阿欣 警員 江振興、何柏年之下屬 |
| 曾海昌 | 梁家樂 | 阿樂 警員 江振興、何柏年之下屬 在警署厕所裡發现方志浩逃跑，并发现陳思榮被其打晕                                                        |
| 吳展驊 | 陳思榮 | 阿榮 警員 江振興、何柏年之下屬 在警署厕所裡被方志浩用马桶盖打晕                                                                        |

### 其他部門
| 演員   | 角色 | 簡要介紹 |
| 王致狄 |      | 警員     |
| 劉天龍 |      | 警員     |
| 陳戩浩 |      | 軍裝警員 |
| 林可悅 |      | 軍裝警員 |
| 林慧君 |      | 軍裝警員 |
| 蕭百成 |      | 軍裝警員 |

### 其他演員
| 演員   | 角色            | 簡要介紹 |
| 曹永廉 | 何大勇          | 勇哥 前警員，後為私家偵探 李秋霞之夫，因為妻子去世而憶妻成狂，並患上狂躁症 僱用鄧燕霞假扮自己妻子 何柏年之前同事 在妻子去世後調查兇手身分，在發現莊銳婷為肇事司機後跟蹤對方、方志浩及姚尚謙 登場，因知道莊銳婷害死李秋霞而刻意接近姚尚謙 在雲風工業大廈目擊莊銳婷墮樓身亡 因鄧燕霞偷入自己的秘密房間而對其施暴，後將她與周明光一同被綁架 禁錮葉凌風 由警方交代因周明光目擊李秋霞被撞斃而誘拐及威迫他說出兇手，但因周明光患有自閉症而不果，最後因不憤而向他注射卡芬太尼，但因用量過多令周明光死亡 根據快艇船家大釘所述，在碼頭下快艇時意外失足撞傷頭部以至墮海溺死，實際上是被裝成偽娘的方志浩打暈後再拉到海中淹死 |
| 阮兒   | 葉凌風          | Kammy 莊銳婷之助手，被其針對，但因暗戀其而不斷發短信恐嚇和跟踪其，後反目 不滿姚尚謙，因認定他令莊銳婷性格大變和害死莊銳婷而向他報復 在酒店偷拍莊銳婷的疑似偷情照片，後寄給姚尚謙 與姚尚謙、莊銳婷反目 欲殺死莊銳婷，但刺傷姚尚謙 被懷疑在雲風工業大廈用玻璃瓶刺傷莊銳婷 出席莊銳婷的葬禮時被姚尚謙目睹 刺傷姚尚謙，後企圖再刺傷他，但不果 企圖殺害姚尚謙時被何大勇發現，並被何大勇綁架，於同集被發現時已被方志浩勒死及全身被淋上腐蝕性液體 |
| 何啟南 | 徐友齊          | 齊哥 黑幫老大 已故名畫家張一雲之外甥，擁有他畫作之代理權 方志浩之合作夥伴，與他亦敵亦友 宋慧琪之情夫，與她勾結 與宋定彪、Gary Chan勾結 與宋慧琪發生關係，後與她及宋定彪勾結算計方志浩 欺騙方志浩有人聲稱是張一雲私生子，要拿回張一雲畫作的繼承權 與宋慧琪乘車前往山上幽會時被方志浩刺死 |
| 尹詩沛 | 鄧燕霞          | 燕霞居士 靈媒 區永城之妻 被何大勇僱用假扮其已死的妻子，以恐嚇莊鋭婷 假裝懷孕 因偷入何大勇的秘密房間而被他凌辱 被何大勇綁架，後獲救 |
| 杜大偉 | 許志祥          | 地盤工友 沈越之租客並被其追債 酒鬼 從高樓丟下摺桌而意外砸死Bobo 被沈越碰跌而意圖溺斃她未遂 |
| 林子超 | 周明光          | 光仔 患有自閉症 周婆婆之外孫 因目擊李秋霞被莊銳婷誤殺而被何大勇囚禁及威迫說出撞死李秋霞的兇手，最後因不懂形容兇手特徵而觸怒何大勇，被他以注射過量卡芬太尼誤殺 其遺體被發現 |
| 馮素波 | 周婆婆          | 周明光之外婆 |
| 麥皓兒 | 李秋霞          | 李姑娘 社工／孕婦 何大勇之妻 被莊銳婷意外撞死 |
| 蕭徽勇 | 區永城          | 中港司機 鄧燕霞之夫 |
| 董敬文 | 林旭逸          | 阿逸 方志浩之助手 和林雙雙幽會並替方志浩向套話，得知宋慧琪並無前往四川 交代因帮方志浩跑路被船家举报被拘捕，後被保释 |
| 黃子桐 | 林雙雙          | Daisy 宋慧琪之助手 被林旭逸套話，透露宋慧琪並無前往四川 |
| 吳嘉儀 | 林嘉晴          | 畫室員工 沈越之好友 |
| 陳熙蕊 | 梁慰敏          | Mandy 姚尚謙畫室之員工 |
| 李明芙 | 周欣怡          | 畫廊員工 |
| 蕭文諾 | 胡政            | 畫廊員工 |
| 黎康祺 | 王漢娜          | 畫廊員工 |
| 鄧美欣 | 高芷愉          | Abbie 畫廊員工 |
| 史穎喬 |                 | 畫廊接待員 |
| 易宇航 | Jacky           | 唇膏品牌老闆 |
| 何慈茵 |                 | Jacky之妻 |
| 陳潁熙 |                 | Jacky之助手 |
| 余富根 | 張建聰          | 徐友齊之司機 被男扮女裝的方志浩割喉放血 |
| 鄭雋熹 |                 | 徐友齊之手下 因炒股票输钱被徐友齊毆打 |
| 馮子亮 |                 | 徐友齊之手下 |
| 文竣瑋 |                 | 徐友齊之手下 |
| 魏惠文 |                 | 地產經紀 沈越之老闆 |
| 江富強 |                 | 討債員 向沈越討債 姚尚謙已幫沈越還債 |
| 姚宏遠 |                 | 討債員 向沈越討債 姚尚謙已幫沈越還債 |
| 馮顯藝 | Aaron           | 新晉畫家 |
| 吳子   | Ray             | 新晉畫家 |
| 麥大力 |                 | 客人 |
| 盛勁為 |                 | 客人 |
| 源菲然 |                 | 侍應 |
| 孫慧蓮 | 七婆            | 沈越之業主，向其追收租金 |
| 李漫芬 | 姜慧心          | Winnie 宋慧琪之主診醫生兼好友 |
| 程浩駿 |                 | 宋定彪之手下 |
| 陳銳峰 |                 | 宋定彪之手下 |
| 劉桂芳 | 萍姐            | 糖水舖老闆娘 |
| 梁百川 |                 | 畫室學生 |
| 黃浩霆 |                 | 畫室學生 |
| 吳天兒 |                 | 護士 |
| 區軒瑋 | 梁傑            | J Leung 藝評家 |
| 羅毓儀 |                 | 記者 |
| 李梓謙 |                 | 記者 |
| 梁珈詠 |                 | 記者 |
| 莫家淦 |                 | 醫生 |
| 陳苑澄 |                 | 護士 |
| 蕭麗芠 | Bonnie          | 宋慧琪之好友 |
| 曾琬莎 | Tina            | 宋慧琪之好友 |
| 陳勉良 |                 | 雲風工業大廈保安 在莊銳婷遇害當晚被裝扮成偽娘的方志浩迷暈 |
| 周亦鵬 | 枝              | 糖水舖員工 提醒沈越兩天前吳天藍在糖水鋪收到她的信息 |
| 黃梓瑋 | 陳太            | |
| 曾慧雲 |                 | 街坊 |
| 陳榮峻 | 鍾正仁          | 富商 |
| 蘇恩磁 |                 | 鍾正仁之妻 |
| 黃潤成 |                 | 侍應 |
| 李芷晴 | Sasha           | 鍾正仁之情婦，後口吐白沫身亡，實為被方志浩收買假死，以要脅鍾正仁 |
| 何晉樂 |                 | 方志浩之手下 |
| 簡家麒 |                 | 方志浩之手下 |
| 李紹堅 |                 | 方志浩之手下 |
| 李紹堅 | 囚犯 打傷姚尚謙 | |
| 朱斐斐 |                 | 善信 |
| 丁樂鍶 |                 | 骨灰龕職員 |
| 蘇麗明 |                 | 鄰居 |
| 李啟傑 | 大釘            | 快艇船家 被方志浩收買向警方謊稱目擊何大勇在碼頭下快艇時意外失足撞傷頭部及墮海 |
| 李顯曜 |                 | 私家偵探 被方志浩僱用跟蹤宋慧琪 |
| 鄧永健 |                 | 法醫 |
| 崔錦棠 |                 | 保安 |
| 袁鎮業 |                 | 寬頻職員 |
| 伍禮騫 |                 | 宋定彪之手下 |
| 施焯日 |                 | 宋定彪之手下 |
| 劉家聰 |                 | 社團頭目 被宋定彪安排劫回方志浩運送的巨額黑錢，並威嚇方志浩 |
| 鄒兆霆 |                 | 手下 被宋定彪安排劫回方志浩運送的巨額黑錢 |
| 周麗欣 |                 | 網台主持人 |
| 鬼塚   | 添              | 阿添、添爺 社團龍頭 宋定彪之同門，不知他假意讓方志浩替自己運送巨額黑錢，後讓手下劫回黑錢，以陷害方志浩 誤會他和方志浩劫走要運送的巨額黑錢而派手下追殺方志浩 |
| 李善恆 |                 | 添之頭馬，威嚇方志浩 |
| 廖家爵 |                 | 添之手下 |
| 鄔嘉駿 |                 | 添之手下 |
| 吳綺珊 |                 | 店員 |
| 黎文傑 |                 | 藥房職員 |
| 黎文傑 | 客人            | |
| 姚亦澧 | Gary Chan       | 與徐友齊勾結 |
| 何沛珈 | Sophia          | 客人，Sophia角色替身 |
| 陳諾忠 |                 | 客人 |
| 孟希璘 |                 | 客人 |
| 吳紫韻 |                 | 客人 |
| 李嘉晉 |                 | 唱片騎師 |
| 朱樂洺 |                 | 酒保 |
| 陳嘉俊 |                 | 送水工人 |
| 吳幸美 |                 | 酒店房務員 |
| 陳嘉亮 |                 | 囚犯 打傷姚尚謙 |
| 周嘉全 |                 | 囚犯 打傷姚尚謙 |
| 羅永健 |                 | 囚犯 打傷姚尚謙 |

## 歌曲
| 主唱   | 歌曲               | 作曲   | 填詞 | 編曲       | 監製   |
| 張馳豪 | 色彩背面（主題曲） | 徐洛鏘 | 楊熙 | Johnny Yim | 韋景雲 |

## 記事
- 2021年2月4日：在將軍澳工業村駿才街77號電視廣播城一廠Common Room舉行試造型。
- 2021年3月1日：首日拍攝。
- 2021年3月24日：於13:00在將軍澳工業村駿才街77號電視廣播城十五廠舉行新劇拜神儀式。
- 2021年5月15日：全劇拍攝完成。
- 2022年5月27日：於14:00在將軍澳創新園駿才街77號電視廣播城十六廠舉行「一切由孽戀開始」宣傳活動。[8]
- 2022年6月1日：於15:30在黃大仙下邨龍和樓地下1號香港國際社會服務社舉行「端午告白」宣傳活動。[9]
- 2022年6月7日：於14:30在將軍澳創新園駿才街77號電視廣播城三廠舉行「你瞞，我瞞」宣傳活動。[10]
- 2022年6月18日：於13:00在荃灣楊屋道18號荃新天地二期中庭舉行「誰惡到最後？」宣傳活動。[11]

## 軼事
- 此劇是何啟南繼《十八年後的終極告白》後再度飾演徐友齊，但角色背景不同，最后两者都死在陈山聪手上。[12]

## 收視
| 集數   | 日期                   | 收視率 | 備註   |
| 1－5   | 2022年5月30日－6月3日  | 14.7點 | [ 13 ] |
| 6－10  | 2022年6月6日－6月10日  | 15.6點 | [ 14 ] |
| 11－15 | 2022年6月13日－6月17日 | 16.1點 | [ 15 ] |
| 16－20 | 2022年6月20日－6月24日 | 16點   | [ 16 ] |
| 全劇   | 全劇                   | 15.6點 |        |

## 獎項
| 年份 | 頒獎典禮             | 獎項名稱                  | 入圍者                     | 結果     |
| 2023 | 萬千星輝頒獎典禮2022 | 最佳劇集                  | 《十八年後的終極告白2.0》  | 提名     |
| 2023 | 萬千星輝頒獎典禮2022 | 最佳男主角                | 譚俊彥                     | 提名     |
| 2023 | 萬千星輝頒獎典禮2022 | 最佳女主角                | 龔嘉欣                     | 提名     |
| 2023 | 萬千星輝頒獎典禮2022 | 最受歡迎電視男角色        | 姚尚謙（譚俊彥 飾）        | 提名     |
| 2023 | 萬千星輝頒獎典禮2022 | 最受歡迎電視男角色        | 方志浩（陳山聰 飾）        | 提名     |
| 2023 | 萬千星輝頒獎典禮2022 | 最受歡迎電視女角色        | 沈越（龔嘉欣 飾）          | 最後十強 |
| 2023 | 萬千星輝頒獎典禮2022 | 最受歡迎電視女角色        | 莊銳婷（譚凱琪 飾）        | 提名     |
| 2023 | 萬千星輝頒獎典禮2022 | 最受歡迎電視女角色        | 宋慧琪（趙希洛 飾）        | 提名     |
| 2023 | 萬千星輝頒獎典禮2022 | 最佳男配角                | 陳山聰                     | 提名     |
| 2023 | 萬千星輝頒獎典禮2022 | 最佳女配角                | 譚凱琪                     | 提名     |
| 2023 | 萬千星輝頒獎典禮2022 | 最佳女配角                | 趙希洛                     | 提名     |
| 2023 | 萬千星輝頒獎典禮2022 | 飛躍進步男藝員            | 蔡國威                     | 提名     |
| 2023 | 萬千星輝頒獎典禮2022 | 飛躍進步男藝員            | 林子超                     | 最後十強 |
| 2023 | 萬千星輝頒獎典禮2022 | 最受歡迎電視歌曲          | 色彩背面（主唱：張馳豪）   | 提名     |
| 2023 | 萬千星輝頒獎典禮2022 | 最受歡迎電視拍檔          | 譚俊彥、陳山聰             | 提名     |
| 2023 | 萬千星輝頒獎典禮2022 | 馬來西亞最喜愛TVB電視劇集 | 《十八年後的終極告白2.0 》 | 提名     |
| 2023 | 萬千星輝頒獎典禮2022 | 馬來西亞最喜愛TVB男主角   | 譚俊彥                     | 最後十強 |
| 2023 | 萬千星輝頒獎典禮2022 | 馬來西亞最喜愛TVB女主角   | 龔嘉欣                     | 提名     |

## 外部連結
- 《十八年後的終極告白2.0》更懸疑 更暗黑 墜入人性深淵 - TVB Weekly
- 十八年後的終極告白2.0 - TVBAnywhere 北美官方網站
- 豆瓣电影上《十八年後的終極告白2.0》的資料 （简体中文）